# Costas Azariadis
Costas Azariadis es un economista nacido en Atenas, Grecia, el 17 de febrero de 1943.
Azariadis estudió ingeniería en Grecia antes de realizar un máster y el doctorado en economía en la Universidad Carnegie Mellon entre 1969 y 1973. Desde 1992 ha sido profesor en la Universidad de California, Los Ángeles, y a partir de julio del 2006 ha pasado a formar parte del departamento de economía de la Universidad de Washington.
Su campo de investigación ha sido la macroeconomía, donde ha desarrollado modelos de crecimiento económico basados en las externalidades, y ha propuesto un modelo de ciclos económicos basado en la existencia de equilibrios de manchas solares (sunspots equilibria). Es autor del libro "Intertemporal Macroeconomics".

## Publicaciones
- Intertemporal Macroeconomics. ISBN 1-55786-366-0 (libro)
- "Threshold Externalities in Economic Development", Costas Azariadis y Allan Drazen - The Quarterly Journal of Economics, 1990
- "Sunspots and Cycles", Costas Azariadis y Roger Guesnerie - The Review of Economic Studies, 1986